# 606 Brangane
606 Brangane este o planetă minoră (asteroid), cu un diametru de 35,758 km, din centura de asteroizi. A fost descoperită pe 18 septembrie 1906 la Observatorul Königstuhl de August Kopff și a fost numită după Brangaine⁠(d). 
Obiectul prezintă o orbită caracterizată de o semiaxă mare de 2,5858321092466 UAi, o excentricitate de 0,22109497045968, o înclinație de 8,626 ° în raport cu ecliptica.